# Credo (Carola Häggkvist)
Credo è un album in studio della cantante svedese Carola Häggkvist, pubblicato nel 2004.

## Tracce
1. Ditt ord består
2. Åt alla
3. Som en båt
4. Gud jag behöver Dig
5. Du vet väl om att du är värdefull
6. Så älskade Gud hela världen
7. För att Du inte tog det gudomliga
8. Lova Gud o min själ
9. Herre, till Dig får jag komma
10. Din trofasta kärlek
11. Jag vill ge dig o Herre min lovsång
12. Namnet Jesus
13. Låt mina fötter få gå
14. I frid vill jag lägga mig ner